# Paolo Scaroni
Paolo Scaroni (sinh ngày 28/11/1946) là một doanh nhân người Italia và hiện đang là Chủ tịch câu lạc bộ AC Milan

## Đời tư
Scaroni sinh ngày 28/11/1946 ở Vicenza Italia. Năm 1969 ông tốt nghiệp chuyên ngành kinh tế ở đại học Bocconi (Milan). Năm 1973, ông đạt chứng chỉ MBA ở Columbia Business School

## Sự nghiệp
Năm 1969, Scaroni làm việc cho tập đoàn Chevron Corporation.
Năm 1973, ông chuyển sang Saint-Gobain.
Năm 1985, ông trở thành CEO của Techint.
Năm 1996, ông sang nước Anh để làm CEO cho Pilkington.
Từ năm 2002-2005, ông làm CEO cho Enel.
Năm 2005, ông làm CEO của Eni và rời chức vụ này vào tháng 04/2014.

### A.C. Milan
Ngày 21/07/2018, Scaroni trở thành chủ tịch câu lạc bộ AC Milan sau khi tập đoàn Elliot tiếp quản câu lạc bộ này từ Li Yonghong. Trước đó thì Scaroni cũng nằm trong ban quản trị AC Milan thời chủ tịch Li Yonghong.